# Sminthurus medialis
Sminthurus medialis är en urinsektsart som beskrevs av Mills 1934. Sminthurus medialis ingår i släktet Sminthurus och familjen Sminthuridae. Inga underarter finns listade i Catalogue of Life.